# Clarkeia durrelli
Clarkeia durrelli(лат.) — викопне ранньосилурійське плечоноге із ряду ринхонеллід класу Rhynchonellata. Видову назву дано на честь англійського натураліста Джеральда Даррелла (1925–1995).
Викопні рештки цієї тварини віком 443,7-428,2 млн років (лландоверійська епоха раннього силурійського періоду, палеозойська ера) були знайдені в 1982 р. на півдні Перу і в тому ж році описані як новий біологічний вид.

## Ресурси Інтернету
- The Paleobiology Database: Clarkeia durrelli